# Muiron (fregata)
La  Muiron  fu una fregata da 44 cannoni costruita dai veneziani nell'Arsenale di Venezia, preda bellica dei francesi nel 1797 e da loro utilizzata durante la Prima Repubblica e il Primo Impero.

## Storia

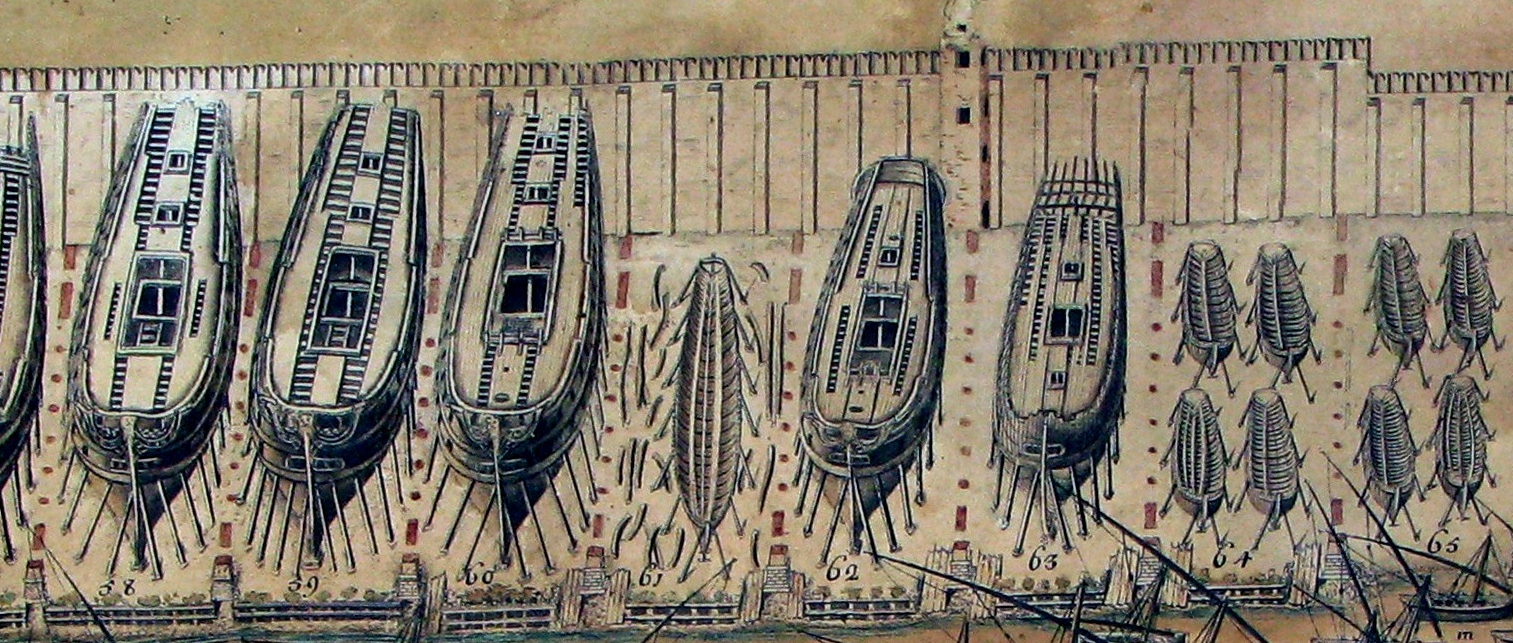
Particolare di una stampa di Gianmaria Maffioletti che raffigura lo stato dell'Arsenale di Venezia appena prima dei furti napoleonici. La Muiron è posta nello squero nº 11 e contrassegnata dal numero 62. La legenda della stampa (qui non visibile) riporta: "Sq. con N. can. 44. in equip. ai Franc.", ossia "Squero con nave da 44 cannoni, (ora) in equipaggiamento ai francesi".

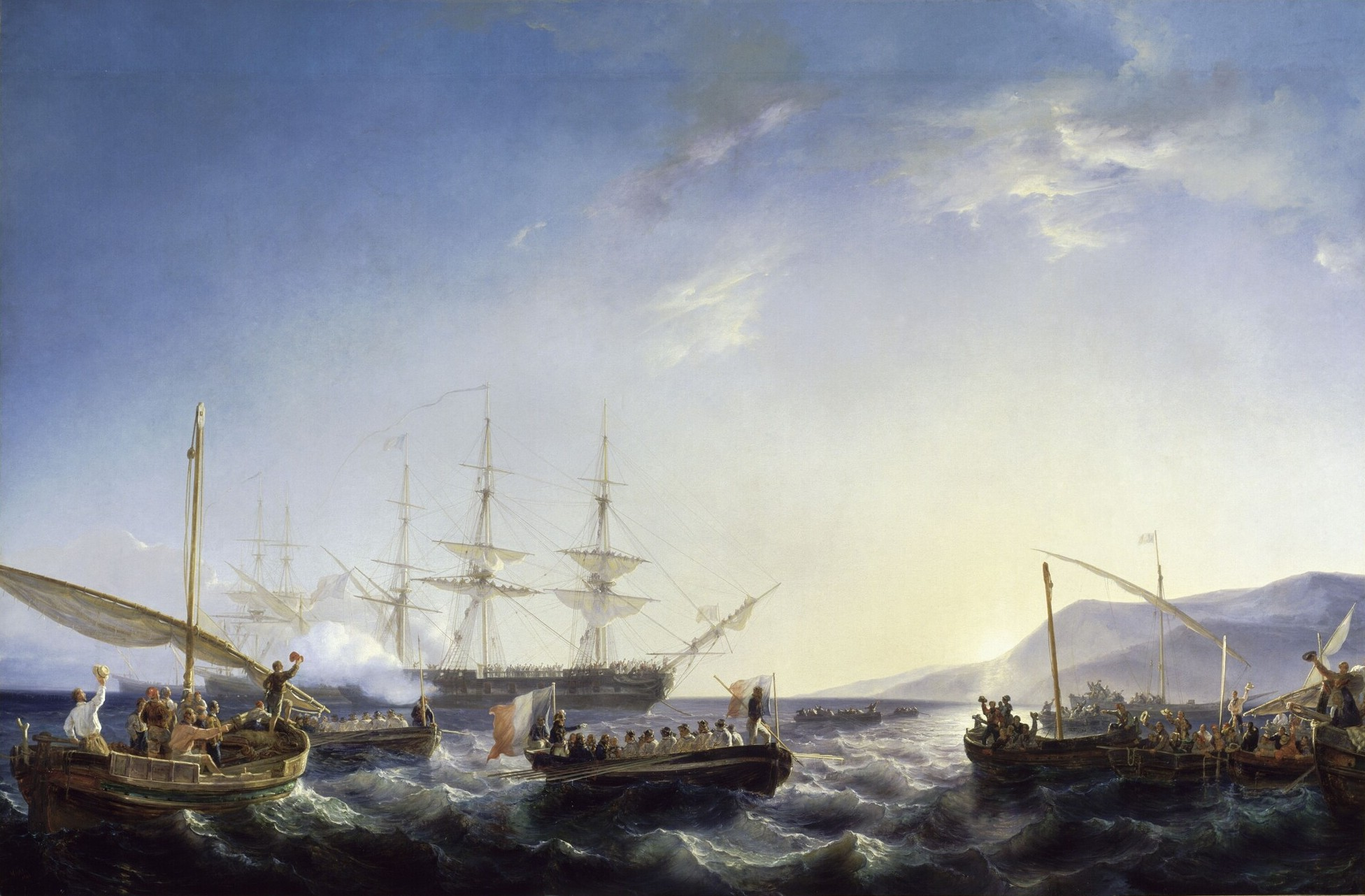
L'arrivo in Francia di Bonaparte di ritorno dall'Egitto il 9 ottobre 1799, di Louis Meijer.

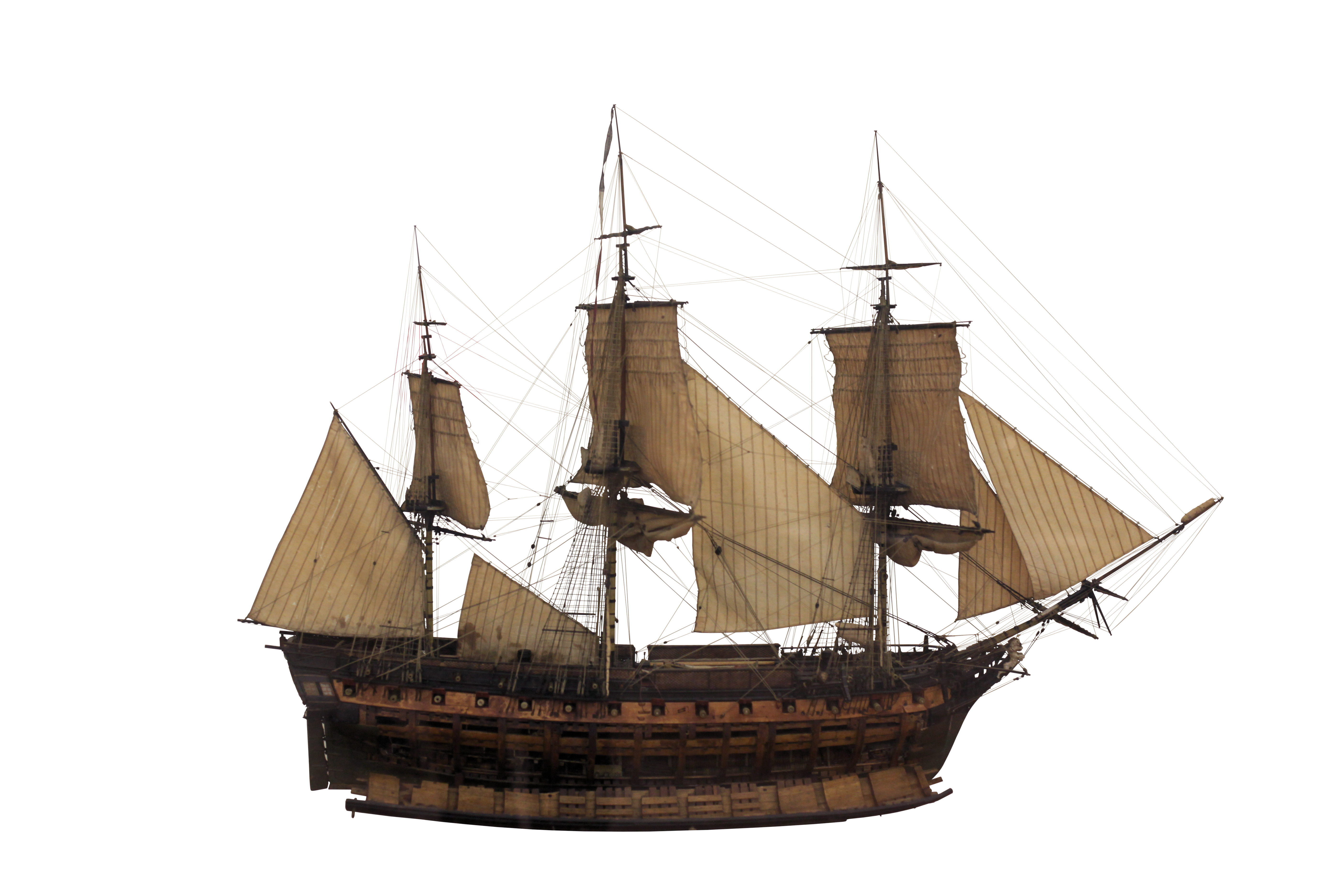
Modellino in scala 1/72 della Muiron, voluto da Napoleone nel 1803. Musée national de la Marine, Parigi.

Impostata nello squero nº 11 della Novissima Grande dell'Arsenale di Venezia nel 1789, venne iniziata dall'architetto Andrea Chiribiri e parzialmente completata da Andrea Calvin. Era sugli scali quando i francesi entrarono nell'Arsenale nell'estate del 1797. Completata dall'architetto francese Pierre-Alexandre Forfait, venne varata il 6 agosto di quell'anno con il nome di La Muiron, due settimane prima della sua sorella La Carrère di ugual classe. Portava il nome del colonnello Jean-Baptiste Muiron, aiutante di campo di Bonaparte morto il 15 novembre 1796 durante la battaglia di Arcole facendo da scudo con il proprio corpo a Napoleone stesso.
La Muiron uscì dall'Arsenale il 2 novembre 1797 con un equipaggio francese diretta a Tolone, dove fu riarmata con 28 cannoni da 18 libbre francesi e 12 da 6. In virtù della sua notevole velocità, si pensò in un primo momento di utilizzarla come nave da corsa contro gli inglesi, ma l'anno successivo venne incorporata alla flotta destinata alla campagna d'Egitto con il compito di unità da esplorazione assieme alla sorella Carrère.
A causa del loro compito di pattugliamento dei mari, entrambe le fregate non presero parte alla battaglia del Nilo del 1798, durante la quale la flotta francese venne distrutta da quella inglese al comando di Horatio Nelson, bloccando di fatto il corpo di spedizione francese in Egitto. Quando l'anno successivo Napoleone decise di tornare in patria, si imbarcò sulla Muiron, comandata dal capitano Delarue de la Gréardière e scelta per via della sua notevole velocità. Assieme alla Carrère, la fregata lasciò Alessandria d'Egitto il 23 agosto 1799, riuscì ad eludere il blocco navale imposto dagli inglesi e sbarcò Napoleone nella rada di Fréjus senza intoppi.
La Muiron prese parte alla battaglia di Algeciras nel 1801, durante la quale fu la prima nave francese a sparare contro la linea inglese capeggiata dal vascello HMS Pompee, allertando così l'intera flotta e portandola alla vittoria sugli inglesi. Quando poi gli inglesi ricevettero rinforzi e contrattaccarono affondando o catturanto la quasi totalità delle navi francesi, la Muiron riuscì ad evitare tale sorte ancora una volta grazie alle sue eccezionali doti di velocità. Servì come trasporto truppe a Santo Domingo nel 1802 durante la rivoluzione haitiana e, rientrata in Francia, tra gli anni 1803 e 1805 fu impiegata sempre come trasporto truppe tra Tolone, l'Elba e la Corsica.
In virtù del fatto che era stata battezzata in onore di un colonnello che gli aveva salvato la vita e che lo aveva trasportato sano e salvo dall'Egitto in Francia, Napoleone tenne sempre in grande considerazione la Muiron. Nel 1803 fece costruire un modellino ligneo che teneva sulla scrivania della propria casa alla Malmaison, modellino tuttora esistente e conservato al Musée national de la Marine di Parigi. Inoltre, il 21 maggio 1807, l'imperatore scrisse al ministro della Marina:
Il desiderio venne esaudito: la fregata venne riparata e ancorata in bella mostra nel porto di Tolone. Sulla poppa venne affissa una targa dorata con inciso: "La Muiron, presa nel 1797 nell'Arsenale di Venezia dal Conquistatore d'Italia. Riportò indietro dall'Egitto nel 1799 il Salvatore della Francia".
Il 30 gennaio 1807 venne danneggiata in uno scontro con la fregata connazionale Pomone (40 cannoni), successivamente riparata e designata pontone quartier generale del porto di Tolone. Dopo la caduta di Napoleone e la Restaurazione borbonica, fu radiata dal servizio e lasciata in uno stato di completo abbandono. Sembra che per qualche tempo fosse stata adibita a nave-prigione, forse parte dei famigerati Bagni di Tolone, resi famosi dal celebre romanzo I Miserabili di Victor Hugo. Venne distrutta nel 1850 in circostanze poco chiare, forse demolita per rivenderne il legname o forse completamente incendiata da un fulmine. Il suo ruolo da quartier generale venne affidato alla fregata connazionale Médée (46 cannoni), la quale per l'occasione venne ribattezzata Muiron, andando perduta nel 1882 a causa di un fulmine che la incendiò in porto.
La nave sorella della Muiron originale, la Carrère, fu catturata dagli inglesi nel 1801 e immessa in servizio nella Royal Navy come HMS Carrere.

## Nella letteratura
La Muiron compare nel capitolo XI del romanzo Primo comando dello scrittore britannico Patrick O'Brian, incentrato sul capitano Jack Aubrey al comando della corvetta Sophie nel Mediterraneo. Nominata erroneamente Miron, descritta come «fregata da 38 cannoni che fino a poco tempo prima era stata in forza alla Repubblica di Venezia», si rende protagonista della cattura del postale inglese Ventura, scortato in quel momento dalla Sophie da Malta a Gibilterra.

### Esplicative
1. ↑  Cantiere navale
2. ↑  La classe è denominata "44 cannoni" in quanto i veneziani non ebbero il tempo di vararla e di darle un nome natio veneziano
3. ↑  "Je désire que la Muiron sur laquelle je suis revenu d'Égypte, soit gardée comme un monument et placée de manière à ce qu'elle se conserve, s'il est possible, plusieurs centaines d'années..."
4. ↑  La Muiron, prise en 1797 dans l'Arsenal de Venise par le Conquérant de l'Italie. Elle ramena d'Égypte en 1799 le Sauveur de la France.
5. ↑  Benché i veneziani non l'avessero mai varata

### Fonti
1. 1 2 3  Ercole, p. 258.
2. 1 2 3 4  Ibidem
3. 1 2 3  Winfield e Roberts, 2017
4. ↑  Urban, Sylvanus, The Gentleman's Magazine, Vol.XXXI January to June, John Bowyer Nichols and Sons., London, 1849